# فيليب باربييه
فيليب باربييه (بالفرنسية: Philippe Barbier)‏ هو كيميائي فرنسي، ولد في 2 مارس 1848 في Luzy, Nièvre ‏ في فرنسا، وتوفي في 18 سبتمبر 1922 في Bandol ‏ في فرنسا.